# 위례한빛고등학교
위례한빛고등학교(慰禮한빛高等學校)는 대한민국 경기도 성남시 수정구 창곡동에 있는 공립 고등학교이다.

## 학교 연혁
- 2013년 3월 14일 : (가칭)창곡고 설립 결정
- 2015년 7월 28일 : 위례한빛고등학교로 교명 확정
- 2015년 9월 7일 : 위례한빛고등학교 10학급 인가 승인
- 2016년 3월 1일 : 초대 유광선 교장 취임
- 2016년 3월 2일 : 제1회 입학식(6학급 174명)
- 2016년 3월 2일 : 초·중·고 연계 클러스터 혁신학교 운영교
- 2016년 12월 16일 : 경기도교육청 혁신학교 특별지정교
- 2017년 2월 7일 : 경기도교육청지정 교육과정 클러스터 운영교
- 2017년 2월 17일 : 교육부지정 『학교내 무한상상실』 운영교
- 2017년 11월 28일 : 경기도교육청지정 혁신학교
- 2017년 12월 22일 : 교육부요청 고교학점제 도입을 위한 교육과정 및 학교운영방안 연구학교
- 2019년 2월 1일 : 제1회 졸업식(186명)
- 2022년 3월 1일 : 경기도교육청 혁신학교 재지정
- 2022년 3월 1일 : 경기도교육청 자율학교 재지정
- 2024년 2월 8일 : 제6회 졸업식(235명)
- 2024년 2월 16일 : AI·정보교육 중심학교 선정교
- 2024년 3월 1일 : 제3대 신승자 교장 취임
- 2024년 3월 4일 : 제9회 입학식(12학급 295명)

## 참고 자료
- 위례한빛고등학교 - 한국교육학술정보원 학교알리미